# Сааринен, Вели
Вели Сааринен (фин. Veli Saarinen; 16 сентября 1902 года, Мартинсаари, Российская Империя — 12 октября 1969 года, Хельсинки) — финский лыжник, олимпийский чемпион, трёхкратный чемпион мира.

## Карьера
На Олимпийских играх 1928 года в Санкт-Морице, занял 4-е место в гонке на 18 км.
На Олимпийских играх 1932 года в Лейк-Плэсиде завоевал золотую медаль в гонке на 50 км, выиграв лишь 20 секунд у своего партнёра по команде Вяйнё Лиикканена, ставшего вторым, при этом Сааринен стал первым финном, завоевавшим олимпийское золото в лыжных гонках. В гонке на 18 км завоевал бронзовую медаль, 17 секунд проиграв в борьбе за серебро шведу Акселю Викстрёму и более минуты выиграв у ставшего четвёртым своего партнёра по команде Мартти Лаппалайнена.
На чемпионатах мира за свою карьеру завоевал три золотые и две серебряные и одну бронзовые медали. После завершения спортивной карьеры работал главным тренером в немецкой, а затем финской лыжегоночных командах.